# Ken Jacobs
Ken Jacobs, né le 25 mai 1933 à Williamsburg, quartier de Brooklyn, est un cinéaste américain, spécialisé en cinéma expérimental et underground.
Il a notamment réalisé le long-métrage Tom, Tom, the Piper's Son (1969) et le court-métrage Blonde Cobra (1963).

## Biographie
Ken Jacobs crée le mot « paracinema » au début des années 1970 pour désigner ses expériences cinématographiques qui utilisent des outils n'appartenant pas à la technologie cinématographique habituelle.
Il participe à la création du département de cinéma du Harpur College (aujourd'hui Binghamton University) avec Larry Gottheim. Jusqu'à sa retraite en 2003, il y enseigne l'art et les outils nécessaires à la pensée critique cinématographique, en tant que Distinguished Professor of Cinema.
Il vit à New York et un un fils également cinéaste: Azazel Jacobs.

## Filmographie

### Réalisateur
- 1957 : The Alps and the Jews
- 1960 : Little Stabs at Happiness
- 1963 : The Death of P'town
- 1963 : Blonde Cobra
- 1964 : Window
- 1969 : Tom, Tom, the Piper's Son
- 1991 : Keaton's Cops
- 1991 : Opening the Nineteenth Century: 1896
- 1996 : The Georgetown Loop
- 1996 : Disorient Express
- 2002 : Circling Zero: We See Absence
- 2004 : Star Spangled to Death
- 2007 : Razzle Dazzle (The Lost World)
- 2007 : Capitalism: Child Labor
- 2007 : Nymph
- 2008 : Gift of Fire: Nineteen (Obscure) Frames that Changed the World
- 2008 : The Scenic Route
- 2011 : 60 Seconds of Solitude in Year Zero (un segment d'une minute du film collectif)